# 발터 부흐
발터 한스 부흐(독일어: Walter Hans Buch, 1883년 10월 24일 ~ 1949년 9월 12일)는 나치 독일의 돌격대 중장, 친위대 대장, 나치당 국가지휘자이다.

## 생애
독일 제국 바덴 대공국의 브루흐잘에서 재판관의 아들로 태어난 부흐는 제1차 세계 대전 당시 제114 보병연대에 입대해 하사관 양성교육학교의 교관이 되었는데 종전 후 소령계급으로 퇴역했다. 전후 퇴역군인회에 소속해 소년교육을 위한 학원창설에 노력했다. 1922년에 나치당에 입당해 1923년 8월 1일에 돌격대에 가입했다. 뉘른베르크, 프랑켄의 돌격대 지휘관을 맡았던 부흐는 11월 9일의 뮌헨 폭동에도 참가했다. 나치당이 재건된 후인 1925년에 재입당해 뮌헨 돌격대의 지휘관으로 임명되었다. 1927년에 나치당 최고재판장으로 선임된 부흐는 나치당원의 싸움 조정과 불온분자의 감시를 위한 <갈색저택의 체커>라 불리며 공포와 두려움의 대상이 되어 당내에 많은 적을 만들었다.
1932년 3월에 돌격대 상부의 도덕적 정화를 생각하여 에른스트 룀의 암살을 계획했지만 계획이 바깥으로 새는 바람에 미수에 그치고 말았다. 1933년 3월 31일에는 나치당 국가지휘자 중 한 사람이 되었다. 12월 12일의 국회의원 선거에서 하노버 지구에서 당선된 부흐는 7월 1일에 친위대 명예지도자로서 친위대에 입대해 친위대 중장계급이 주어졌다. 1929년 9월에 딸이던 게르다가 마르틴 보어만과 결혼했는데, 보어만과의 결혼은 나치당 간부와 밀접한 관계를 유지하기 위한 결혼이기도 했다. 그러나 보어만과 부흐는 이후 대립관계가 되었다. 1934년 6월 30일에 장검의 밤 당시 히틀러를 수행하면서 룀 이하 돌격대 간부들의 체포에 나서 이후 처형활동에도 관여했다. 11월 9일에 친위대 대장으로 진급한 그는 1937년 1월 30일에 벌어진 선거에서 다시 당선되었다. 부흐는 열렬한 반유대주의자여서 유대인은 법률의 테두리 바깥에 있는 존재라고 공언하며 1938년 10월 21일에는 <독일사법>이란 기사 속에 "유대인은 인간이 아니다, 부패물이다."라고 적었다. 1938년 11월에 수정의 밤 사건에서도 유대인 학살을 행한 당원들을 명령에 따랐을 뿐이라며 무죄방면했다.
전후 법정에 세워진 부흐는 중노동 5년형을 선고받았지만 다시 1949년 7월에 중범죄자로 분류되어 재판에 세워질 예정이었지만 9월 12일에 부흐는 자신의 손목을 긋고 호수에 몸을 던져 자살했다.

### 참고 문헌
- Lang, Jochen von (1979). 《The Secretary. Martin Bormann: The Man Who Manipulated Hitler》. New York: Random House. ISBN 978-0-394-50321-9.

- Miller, Michael D.; Schulz, Andreas (2017). 《Gauleiter: The Regional Leaders of the Nazi Party and Their Deputies, 1925-1945》. 2 (Georg Joel - Dr. Bernhard Rust). R. James Bender Publishing. ISBN 978-1-932970-32-6.

- Miller, Michael D.; Schulz, Andreas (2015). 《Leaders of the Storm Troops, Volume 1》. Solihull, England: Helion & Company. ISBN 978-1-909982-87-1.

- Orlow, Dietrich (1973). 《The History of the Nazi Party: 1933-1945》. University of Pittsburgh Press. ISBN 0-822-9-3253-9.